# Si minor
Si minor este o gamă minoră bazată pe Si, compusă din Si, Do♯, Re, Mi, Fa♯, Sol și La. Armura sa are doi diezi. Gama sa minoră relativă este Re major și gama sa majoră paralelă este Si major.
Gama naturală Si minor este:
Christian Friedrich Daniel Schubart (1739-1791) considera Si minor ca o tonalitate care exprimă o acceptare liniștită a destinului și o plângere foarte blândă, lucru pe care comentatorii îl consideră a fi în concordanță cu utilizarea acestei tonalități de către Bach în lucrarea sa St John Passion. Compozitorul-teoretician Francesco Galeazzi (1758-1819) era de opinie că si minor nu era potrivit pentru muzica de bun gust. Beethoven a etichetat o idee melodică în si minor într-unul dintre caietele sale de schițe drept o „gamă neagră”.

## Acorduri de grad de scară
Acordurile gradului de gamă din Si minor sunt:
- Tonic – Si minor
- Supertonic – Do♯ diminuat
- Mediant – Re major
- Subdominant – Mi minor
- Dominant – Fa♯ major
- Submediant – Sol major
- Subtonic – La major